# كيث بالدوين
كيث بالدوين (بالإنجليزية: Keith Baldwin)‏ هو لاعب كرة قدم أمريكية أمريكي، ولد في 13 أكتوبر 1960 في هيوستن في الولايات المتحدة.

## وصلات خارجية
- كيث بالدوين على موقع مرجع كرة القدم المحترفة.كوم (الإنجليزية)
- كيث بالدوين على موقع JustSportsStats.com (الإنجليزية)